# گلرنگ

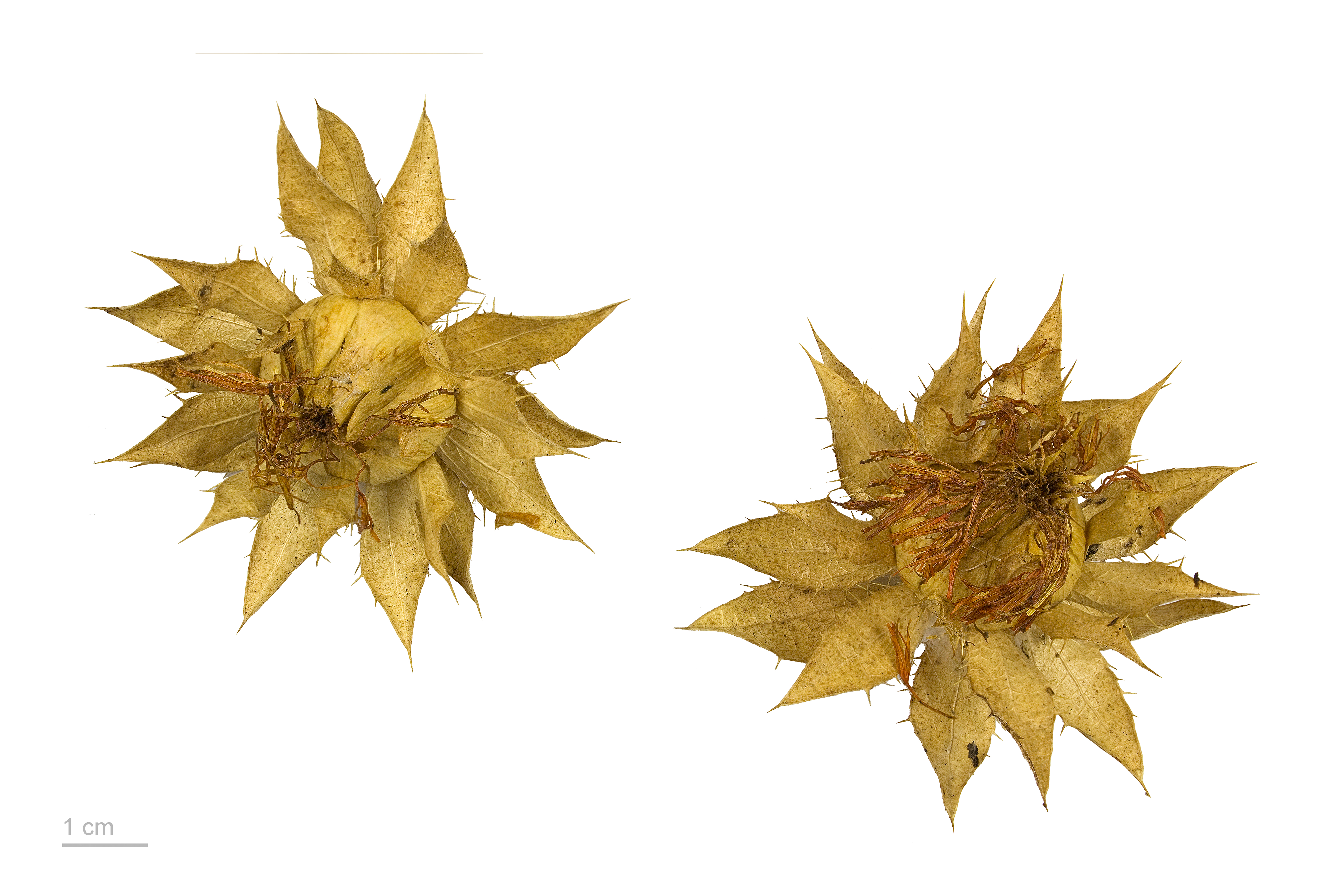
Carthamus tinctorius - MHNT

گلرنگ یا گُلِ خشت (نام علمی: Carthamus tinctorius) گیاهی است یکساله که ارتفاع آن به حدود ۶۰ سانتیمتر می‌رسد. برگ‌های آن پهن، دندانه دار و بدون دمبرگ می‌باشد. رگبرگ‌ها در قسمت زیرین برگ کاملاً نمایان است. گل‌های آن منفرد، لوله‌ای و به رنگ زرد مایل به قرمز است که در انتهای ساقه ظاهر می‌شود. میوه آن سفید و به صورت فندقه بوده که انتهائی آن دارای دسته‌ای تار نازک است. گلرنگ، یکی از گیاهان دارویی بسیار مهم است که در آشپزی نیز کاربرد دارد و به آن زعفران تقلبی گفته می‌شود. از گیاه گلرنگ در صنعت رنگرزی نیز استفاده می‌شود.
این گیاه بومی ایران است و در حال حاضر در بیشتر نقاط دنیا کشت می‌شود. این گیاه در مناطق مختلف ایران با اسامی مختلفی شناخته می‌شود، از جمله: کاچیره، کاجیره، کاجره، کازیره، کاپیسه، کاژیره، کاغله، کاغاله، کاخلی، قاقلی، هِچْک، پَلْم (با پَلِم به معنای آقطی فرق دارد)، مُعَصفَر، گُل عُصفُر، کافشه، گل کاغذجیله، گل کِویشَک، قرطم، خِسک، خِسق. این گیاه در بعضی از استان‌های جنوبی مانند سیستان و بلوچستان هِچْک ودر کرمان گل خِشت نیز در استان مرکزی مرکز اراک و حومه به گل زرده نیز نامیده می‌شود.
این گیاه بومی مشرق‌زمین بوده و پس‌از آن به سایر مناطق دنیا منتشر شده‌است و امروزه در اغلب کشورها کاشته می‌شود؛ در کشور ایران نیز در بلوچستان، خراسان، تفرش، استان کرمان، تبریز و
استان چهارمحال و بختیاری و روستای خوی شهرکرد و برخی مناطق دیگر می‌روید.

## ترکیبات شیمیایی
گل‌های لوله‌ای این گیاه دارای ماده‌ای قرمز رنگ به نام کارتامین می‌باشد که در آب به مقدار کم حل می‌شود ولی در الکل محلول است. کارتامین به علت رنگ زیبایی که دارد در رنگرزی به کار می‌رود. ماده زردرنگی نیز در گل این گیاه وجود دارد که زرد گلرنگی خوانده می‌شود. بر اساس مطالعات تجزیه عاملی هر چه میزان کارتامین که موجب رنگ قرمز گل‌های گلرنگ می‌شود بیشتر باشد، تعداد دانه در غوزه نیز افزایش پیدا می‌کند.
میوه گلرنگ دارای پروتئین و حدود ۶۰٪ روغن است که اگر به طریقه فشار سرد به دست آید روغن خوبی برای تغذیه است. این روغن حدود ۷٪ اسیدهای چرب اشباع شده، ۲۰٪ اسید اولئیک، ۶۵ ٪ اسید لینولئیک و ۵٪ اسید لینولنیک دارد.
این روغن دارای چربی‌های اشباع‌نشده فراوان است. کسانی که چربی خون بالایی دارند در آشپزی از این روغن استفاده می‌کنند.
گل‌های این گیاه را برای رنگین کردن خوراکی‌ها به ویژه کلوچه (ایشلی کوکه) بکار می‌برند.

## صورت دارویی
- جوشانده
- روغن

## مقایسه با دیگر روغن‌ها
| روغن‌های گیاهی                        | روغن‌های گیاهی      | روغن‌های گیاهی              | روغن‌های گیاهی                  | روغن‌های گیاهی                  | روغن‌های گیاهی                  | روغن‌های گیاهی     | روغن‌های گیاهی                       |
| نوع                                  | اسید چرب اشباع شده | اسیدهای چرب اشباع نشده منو | اسیدهای چرب اشباع نشده چندگانه | اسیدهای چرب اشباع نشده چندگانه | اسیدهای چرب اشباع نشده چندگانه | اسید اولئیک (ω-۹) | نقطه دود                            |
| نوع                                  | اسید چرب اشباع شده | اسیدهای چرب اشباع نشده منو | کل چندگانه                     | آلفا لینولنیک اسید (ω-۳)       | اسید لینولئیک (ω-۶)            | اسید اولئیک (ω-۹) | نقطه دود                            |
| غیر هیدروژنه کردن                    | غیر هیدروژنه کردن  | غیر هیدروژنه کردن          | غیر هیدروژنه کردن              | غیر هیدروژنه کردن              | غیر هیدروژنه کردن              | غیر هیدروژنه کردن | غیر هیدروژنه کردن                   |
| ------------------------------------ | ------------------ | -------------------------- | ------------------------------ | ------------------------------ | ------------------------------ | ----------------- | ----------------------------------- |
| کانولا (کلزا)                        | ۷٫۳۶۵              | ۶۳٫۲۷۶                     | ۲۸٫۱۴۲                         | ۹-۱۱                           | ۱۹-۲۱                          | —                 | ۴۰۰ درجه فارنهایت (۲۰۴ درجه سلسیوس) |
| روغن نارگیل                          | ۹۱٫۰۰              | ۶٫۰۰۰                      | ۳٫۰۰۰                          | —                              | ۲                              | ۶                 | ۳۵۰ درجه فارنهایت (۱۷۷ درجه سلسیوس) |
| روغن ذرت                             | ۱۲٫۹۴۸             | ۲۷٫۵۷۶                     | ۵۴٫۶۷۷                         | ۱                              | ۵۸                             | ۲۸                | ۴۵۰ درجه فارنهایت (۲۳۲ درجه سلسیوس) |
| روغن پنبه‌دانه                        | ۲۵٫۹۰۰             | ۱۷٫۸۰۰                     | ۵۱٫۹۰۰                         | ۱                              | ۵۴                             | ۱۹                | ۴۲۰ درجه فارنهایت (۲۱۶ درجه سلسیوس) |
| روغن بزرک                            | ۶–۹                | ۱۰–۲۲                      | ۶۸–۸۹                          | ۵۶–۷۱                          | ۱۲–۱۸                          | ۱۰–۲۲             | ۲۲۵ درجه فارنهایت (۱۰۷ درجه سلسیوس) |
| روغن زیتون                           | ۱۴٫۰۰              | ۷۲٫۰۰                      | ۱۴٫۰۰                          | <1.۵                           | ۹–۲۰                           | —                 | ۳۸۰ درجه فارنهایت (۱۹۳ درجه سلسیوس) |
| روغن نخل                             | ۴۹٫۳۰۰             | ۳۷٫۰۰۰                     | ۹٫۳۰۰                          | —                              | ۱۰                             | ۴۰                | ۴۵۵ درجه فارنهایت (۲۳۵ درجه سلسیوس) |
| روغن بادام زمینی                     | ۱۶٫۹۰۰             | ۴۶٫۲۰۰                     | ۳۲٫۰۰۰                         | —                              | ۳۲                             | ۴۸                | ۴۳۷ درجه فارنهایت (۲۲۵ درجه سلسیوس) |
| روغن گلرنگ (>۷۰% اسید لینولئیک)      | ۸٫۰۰               | ۱۵٫۰۰                      | ۷۵٫۰۰                          | —                              | —                              | —                 | ۴۱۰ درجه فارنهایت (۲۱۰ درجه سلسیوس) |
| گلرنگ (اولیک بالا)                   | ۷٫۵۴۱              | ۷۵٫۲۲۱                     | ۱۲٫۸۲۰                         | —                              | —                              | —                 | ۴۱۰ درجه فارنهایت (۲۱۰ درجه سلسیوس) |
| روغن سویا                            | ۱۵٫۶۵۰             | ۲۲٫۷۸۳                     | ۵۷٫۷۴۰                         | ۷                              | ۵۰                             | ۲۴                | ۴۶۰ درجه فارنهایت (۲۳۸ درجه سلسیوس) |
| روغن آفتابگردان (>۶۰% اسید لینولئیک) | ۱۰٫۱۰۰             | ۴۵٫۴۰۰                     | ۴۰٫۱۰۰                         | ۰٫۲۰۰                          | ۳۹٫۸۰۰                         | ۴۵٫۳۰۰            | ۴۴۰ درجه فارنهایت (۲۲۷ درجه سلسیوس) |
| روغن آفتابگردان (اولیک بالا)         | ۹٫۸۵۹              | ۸۳٫۶۸۹                     | ۳٫۷۹۸                          | —                              | —                              | —                 | ۴۴۰ درجه فارنهایت (۲۲۷ درجه سلسیوس) |
| هیدروژنه کردن کامل                   |                    |                            |                                |                                |                                |                   |                                     |
| روغن پنبه‌دانه                        | ۹۳٫۶۰۰             | ۱٫۵۲۹                      | .۵۸۷                           |                                | .۲۸۷                           |                   |                                     |
| روغن نخل                             | ۴۷٫۵۰۰             | ۴۰٫۶۰۰                     | ۷٫۵۰۰                          |                                |                                |                   |                                     |
| روغن سویا (هیدروژنه)                 | ۲۱٫۱۰۰             | ۷۳٫۷۰۰                     | .۴۰۰                           | .۰۹۶                           |                                |                   |                                     |
| عددها بر پایه (%) وزن کلی چربی است.  |                    |                            |                                |                                |                                |                   |                                     |

## نکات مهم در مصرف گلرنگ
- خوردن این گیاه با شیر برای معده مضر است.
- زیاده روی در خوردن آن مضر است.
- مصرف بدون مصلح آن برای گرم مزاجان مضر است.